# Le porte del silenzio
Le porte del silenzio è un film del 1991 diretto da Lucio Fulci.
È l'ultimo film di Lucio Fulci. Prodotto da Joe D'Amato e interpretato dall'attore statunitense John Savage, è stato girato in Louisiana. Il film è tratto da un racconto del regista, intitolato Porte dal nulla (pubblicato nell'antologia Le lune nere).
La parte della "Morte" fu interpretata dalla moglie di John Savage, l'attrice sudafricana Sandi Schultz, mentre i costumi sono stati curati da Laura Gemser, la celebre Emanuelle nera.

## Trama
Melvin Devereux sta rientrando a casa in automobile, quando la sua attenzione viene attratta da un carro funebre, che lo supera e rallenta all'improvviso. Melvin tenta di sorpassarlo più volte, ma l'autista si fa beffe di lui, rallentando e accelerando all'improvviso. Il ritorno a casa di Melvin continuerà tra strani incontri e presagi di morte fino a una scoperta inquietante che sovvertirà qualsiasi piano logico e temporale.

## Produzione
Le porte del silenzio è un film sfortunato che, come diceva il produttore Aristide Massaccesi, «non ha venduto nemmeno una brochure». In Italia è uscito in videocassetta, mentre in gran parte del mondo è rimasto inedito, anche in seguito al fallimento della casa produttrice, la Filmirage. Fulci e Massaccesi erano particolarmente affezionati al film.
Al momento della distribuzione internazionale del film, Massaccesi, visti i drammatici risultati dei precedenti film di Fulci, ha costretto il regista, per la prima volta nella sua carriera, ad assumere lo pseudonimo di Henry Simon Kittay.